# Alevisme
 Ikke at forveksle med Alawisme.
Alevisme (Engelsk: Alevism, Tyrkisk: Alevilik, Kurdisk: Elewîtî) er en heterodoks sufi- og shia-islamisk trosretning, hvis tilhængere hovedsageligt består af tyrkere, kurdere og zazaer. Tilhængerne kaldes alevi-muslimer, alevitter eller alevier.

## Etymologi
Ordet "Alevi" menes generelt at komme af det arabiske udtryk ‘Alawī (علوي), som betyder "at tilhøre ‘Alī". Det er denne forklaring, alevitter generelt tillægger udtrykket.
Denne betydning benyttes også af de arabiske alawitter, samt Ahl-i Haqq-tilhængere i Nordiran, når de henholdsvis benytter ordene ‘Alawī og Ələvi til at beskrive sig selv.
Ordet "alevi" bruges i praksis varieret i forskellige lande. Bektashitter i Tyrkiet bruger også ordet om sig selv. Det samme gør de tyrkisk-talende Ahl-i Haqq-tilhængere i Iran og Irak, samt de arabiske alawitter i Tyrkiet. I vestlig litteratur anvendes ordet som regel kun om de tyrkiske alevitter.

## Tro

### Gudssyn
Alevismens syn på Gud bygger på det sufistiske koncept om Wahdat al-Wujud (Vahdet-i Vücûd), som kan oversættes til "Enheden af Eksistens". Dette syn betragter universet og Gud som én enhed og en realitet (Haqq) i den forstand, at al skabelse, er udsprunget af Gud selv og eksisterer som en del af Gud. Wahdat al-Wujud, som kan beskrives som panenteisme, skal dog ikke forveksles med Wahdat al-Mawjud (Vahdet-i Mevcûd), som er et panteistisk gudssyn, der anser Gud værende lig med selve universet.
Af kendte skikkelser som bekendte sig til Wahdat al-Wujud kan nævnes Mansur al-Hallaj (Hallac-ı Mansur) og Muhiddin ibn Arabi.

### Det Perfekte Menneske
Målet for mennesket i alevismen er at opnå det højeste udviklingsstadie, Det Perfekte Menneske (İnsan-ı Kâmil). Dette kan opnås ved at gå igennem alle alevismens udviklingsstadier. Disse stadier kaldes De Fire Døre og Fyrre Poster (Dört Kapı Kırk Makam), og findes også i en række andre sufi-ordener (tarikat).
Ifølge alevismen var skikkelser som Muhammed, Ali, Ahl'ul-Bayt og de Tolv Imamer alle sammen Perfekte Mennesker. Almindelige mennesker har også mulighed for at nå dette stadie, hvilket dog kun er tilfældet for langt de færreste mennesker.
Et andet udtryk som også bruges om personer, der er nået dette stadie er De Opnåede erenler.

### De Fire Døre og Fyrre Poster
Alevismens grundsten ligger i De Fire Døre og Fyrre Poster (Dört Kapı Kırk Makam). De Fire Døre, har hver især 10 Poster, hvilket samlet set giver 40. Disse døre, er forskellige niveauer af islam, og hedder:
1. Şeriat (Shariah)
2. Tarikat (Tariqah)
3. Marifet (Marifah)
4. Hakikat (Haqiqah)
Den første dør, Şeriat, er det første stadie, som er den eksterne/synlige (zāhir) forståelse af Islam. Heri menes, zāhiri (ekstern, bogstavelig) forståelse af Koranen og religiøse tekster. Şeriat er det første og fundamentale skridt på den troendes spirituelle vej mod Sandheden (Hakk). I alevismen omtales Şeriat som det "Muhammed har åbenbaret".
Den anden dør er Tarikat. Tarikat-døren er det stadie en Şeriat-følger har mulighed for at opnå. For at blive optaget i Tarikat, kræves det at man bliver initieret under cem-ceremonien, ved at aflægge ed (ikrar) på sin initiation. Når en person er blevet optaget i Tarikat, kaldes han for "Talip" (ansøger, elsker), en slags discipel, som har forelsket sig i den sti han følger og hvorpå han søger efter Sandheden. Hver talip er tilknyttet en bestemt ocak, som er et centralt sæde, som hører under en bestemt dede-familie. Under Tarikat-stadiet, udvikles talip'en ved hjælp af den spirituelle leder, dede'en.
Tarikat i sig selv, er en Hemmelighed (sırr), og består af forståelsen af dybere (og hemmelige) meninger af teologi og ritualer på baggrund af esoterisk/intern (bātın) fortolkning af islam. Mens zāhir-forståelse findes synligt i Koranen, opnås forståelse af bātın igennem hemmelig lære nedleveret fra imamerne. På den måde anses Batin og Tarikat som noget imamerne har fået tildelt igennem Profeten. Initiationen i Tarikat baner vejen for muligheden for opnåelse af de efterfølgende døre.
Den tredje dør kaldes Marifet og opnås kun af en lille gruppe mennesker. For at nå her til har talip'en ikke længere nogen hjælpende hånd (som man havde i Şeriat- og Tarikat-stadiet) og det menes derfor at Marifet opnås ved personlig udvikling samt Guds hjælp. I denne dør er mennesket blevet belyst til at kunne se udover de to første stadier.
Den fjerde dør, Hakikat er på samme tid den sidste dør og udgør selve målet i alevismen. I alevismen er det de færreste mennesker, der når dette stadie. Ved opnåelsen af Hakikat har man udviklet sig til det Perfekte Menneske (İnsan-ı Kâmil). Mennesket på dette stadie har slået alle sine lyster (nefs) ihjel og opnået den Ultimative Sandhed (Hakikat). På dette niveau har man frigjort sig fra at være "jeg", så der ikke længere eksisterer andet end Sandheden selv (Hakk).

## Ritualer
I modsætning til de flertallet af muslimerne i dag, går alevitter ikke i moské, men udfører deres religiøse pligter i deres egne tilbedelsessteder, kaldt Cem-evi. På grund af osmannernes forfølgelser, havde de fleste alevitter ikke særskilte bebyggelser til religiøse formål, men måtte nøjes med lokalområdets mest egnede bygninger. 
Men i større byer fandtes derimod større tekke'er og dergâh'er, som blev brugt til religiøse formål. Det var dog primært bektashi-ordenen som fik lov til opstille og benytte disse tekke'er, da bektashi-ordenen var accepteret af Osmannerriget frem til 1826.
Under cem-ceremonierne, udfører alevitterne forskellige former for religiøse pligter. De ugentlige cem-ceremonier, Abdal Musa Cemi (også kaldt 48 Perşembe eller Cumalık) som foretages torsdag aften, og Görgü Cemi som finder sted én gang om året, Dardan İndirme Erkânı, som laves for en afdød medlem (talip) af samfundet, er blot nogle af de mange cem-former som findes i alevismen.

## Hierarki
Alevismens ledelsesstruktur er hierarkisk opbygget. De øverste i hierarkiet er højtrangerede dede'er, som kaldes mürşid, hvorefter følger lokalområdets skarpeste dede'er, som kaldes Pir. Disse efterfølges af de normale dede'er, og rehber, som er et udvalgt overhoved blandt de "almindelige" alevitter, kaldt talip. Rehber fungerer dermed som et bindeled mellem de "almindelige" alevitter og de religiøse ledere (dede).
Alevisme er en etnisk-religiøs identitet, der ligesom jødedommen går i arv gennem moderen.

## Demografi
Alevitterne lever primært i Tyrkiet med en højere koncentration i den østlige del af landet. På grund af historiske forfølgelser har alevitterne søgt tilflugt i bjergrige egne, i håb om at undgå myndighedernes opmærksomhed.
Derfor findes der heller ikke i dag større alevitiske byer, men primært landsbyer og mindre byer. Alevitterne lever i vid omfang i et splittet bælteområde; hvoraf den første gren strækker sig fra Muş-Erzurum i øst og fortsætter op til det nordøstlige Ankara. Den anden gren fortsætter fra Sivas ned mod nord-Adana og nordøst-Gaziantep. Provinsen Tunceli har den højeste koncentration af alevitter i hele Tyrkiet og fungerer således som alevitternes hjerteområde.
Der findes ikke nogen officielle eller præcise tal på alevitternes befolkningsstørrelse og det vides heller ikke hvorvidt staten er i besiddelse af sådanne oplysninger. De eneste tal der findes i øjeblikket er skøn, som svinger mellem 4,5 millioner og 25-30 millioner indbyggere. Sidstnævnte størrelse blev udtalt som et respons på Said Yazıcıoğlu's (leder af Direktoratet for Religiøse Anliggender) påstand om, at der findes "7 millioner" alevitter i Tyrkiet. De mere troværdige skøn peger dog på, at der i Tyrkiet findes omkring 10 millioner alevitter.

## Historie
Alevismen kan spores tilbage til den del af shiitterne, som i historien blev kaldt for ghulāt eller ghulat al-shīʻa. Ghulāt som betyder "de som overdriver" er et navn oprindeligt anvendt af ortodokse shiitter, da de mente at ghulāt-tilhængerne havde overdrevne eller yderligtgående opfattelser af imamerne og af islam. På grund af stridigheder og konkurrence mellem de ortodokse shiitter og ghulāt-shiitterne, er ghulāt-tilhængerne også blevet udsat for en lang række falske beskyldninger.
Ghulāt-tilhængerne, som især var udbredt i det nuværende Irak, mente blandt andet, at der var en synlig (zāhir) og en skjult (bātin) side af islam, og at målet med islam er at opnå den skjulte side, som kun er mulig igennem den shiitiske imām. Denne overbevisning lever stadigvæk videre i alevismen i dag. En del af de shiitiske imamers elever var også ghulāt, som f.eks. Jāber Juʿfi, der var blandt Imam Baqirs elever, og Mufażżal b. ʿUmar Juʿfi, som var blandt Imam Sadiqs elever.
Men som følge af massive forfølgelser, er ghulāt-tilhængerne ikke længere til at finde i deres oprindelige udbredelse i omkring Irak. En del af dem flygtede til Syrien og udviklede sig senere til de arabiske alawitter, der i dag holder til i det nordvestlige Syrien. En anden del flyttede ind i kurdiske områder i det nordlige Irak. Heriblandt var grundlæggeren af wafāī-ordenen, Tāj al-'Ārifīn as-Sayyid Abu al-Wafā' (1026-1107), som var efterkommer af Imam Ali i 13. generation. Abu'l Wafā' fik en masse tilhængere i området omkring Irak, Tyrkiet og Syrien.  Han rejste rundt i store dele af Mellemøsten, bl.a. også til Bukhara i det nuværende Usbekistan, hvor han delte siden viden med lærde muslimer.
Mange af wafāī-ordenens tilhængere blev efterhånden også kendt under andre navne, som for eksempel bābāī. Wafāī-ordenens navn forsvinder tidligt i historiske kilder, men ordenens tro levede i de næste århundreder videre i andre relaterede sufi-ordener og trosretninger, såsom qālandarīyya, hurūfīyya, safavīyya og bektāshīyya.
Bektāshi-ordenen blev grundlagt af Hājī Bektāsh al-Walī (1209-1271). På grund af de mange ligheder og meget tætte forbindelser mellem alevismen og bektāshīyya-ordenen, bliver alevismen i dag ofte omtalt som alevi-bektashisme. Haji Bektāsh blev i 1200-tallet sendt til Anatolien fra Khorasan-området, som er omtrent det samme område, Abu'l Wafā' besøgte et par hundreder år tidligere. Hājī Bektāsh siges at være blevet oplært af Luqman Perende, som var 7.-generations-efterkommer af Abu'l Wafā'.
Det var især de to sidstnævnte sufi-ordener, safavīyya og bektāshīyya, som kom til at spille en central rolle for ghulāt-bevægelsens overlevelse. Safavīyya-ordenen formåede at samle den støre del af de forhenværende wafāī-tilhængere, som fra slutningen af 1400-tallet blev benævnt qizilbāsh ("rød-hoved"). Qizilbāsh'ernes hovedsæde var safavīyya-ordenens centrum i Ardabil i Iran. Deres åndelige og politiske leder var Shāh Ismā'īl Safavī (1487-1524).
Qizilbāsh-folket var kendetegnet ved flere faktorer, heriblandt:
- deres heterodokse forståelse for islam
- deres stærke tilhørsforhold til Safavideriget, især dennes grundlægger, Shāh Ismā'īl I
- deres brug af den skriftlige religiøse kilde, kaldt "Buyruk"

Safavideriget blev i 1501 grundlagt takket være Shāh Ismā'īl's loyale qizilbāsh-soldater, som anså deres leder som Mahdi.
På grund af qizilbāsh'ernes afvigende opfattelse af islam, samt deres støtte til/loyalitet over for safaviderne, blev de udråbt som fjender af Osmannerriget, og de blev anset som værende værre end selv de vantro (ikke-muslimer). De osmanniske sheikh ul-islam'er udstedte fatwā'er mod qizilbāsh'erne der gjorde det lovligt at slå dem ihjel.
På grund af deres stærke tilknytninger til Imām 'Alī, begyndte qizilbāsh'erne også at blive kaldt alevi (tilhænger af 'Alī) i de følgende århundreder.